# Andrographis rotundifolia
Andrographis rotundifolia är en akantusväxtart som först beskrevs av C.P. Sreemadhavan, och fick sitt nu gällande namn av C.P.Sreemadhavan. Andrographis rotundifolia ingår i släktet Andrographis och familjen akantusväxter. Inga underarter finns listade i Catalogue of Life.